# Keyser Söze
Keyser Söze is een personage uit de psychologische misdaadthriller The Usual Suspects uit 1995 van regisseur Bryan Singer. Het personage komt gedurende de film slechts bij gelegenheid vaag in beeld, maar fungeert welbeschouwd als primaire antagonist ervan. Zijn voorgeschiedenis wordt tijdens de film beschreven vanuit het vertelstandpunt van de oplichter en tevens plaatselijk verlamde Roger "Verbal" Kint (Kevin Spacey).
Keyser Söze is te zien in enkele flashbacks waarin Verbal aan grensdouanier Dave Kujan (Chazz Palminteri) als overlever het relaas ontsluiert van een mislukte drugsdeal op een boot. Hierbij vielen 27 aan Keyser Söze toe te schrijven doden te betreuren. Hij wordt tijdens één bewuste flashback vertolkt door Scott B. Morgan.

## Oorsprong
Het personage werd bedacht door scenarist Christopher McQuarrie. In eerste instantie wilde McQuarrie een plot uitschrijven dat handelde over een man die zijn gezin vermoordde en ongestraft een nieuw leven begon. Dit verhaal was gebaseerd op waargebeurde verhalen. Een deel van McQuarries basisconcept voor deze onuitgebrachte film mondde nadien uit in het scenario van Bryan Singers derde langspeelfilm The Usual Suspects. McQuarrie werkte eerder voor een advocaat genaamd Keyser Sume (spreek uit als Sue-may). McQuarrie zei: "Je hebt een geweldige naam." Toen hij aan The Usual Suspects begon te schrijven, dacht McQuarrie dat hij om juridische redenen beter niet de bestaande naam kon gebruiken en besloot hij de naam van het personage te veranderen. Specifiek haalt de naam zijn oorsprong uit een Turks idioom, met name uit de woordcombinatie söze boğmak, wat vrij vertaald onnodig praten en voor verwarring zorgen betekent. Een alternatieve vertaling is verstrengeld geraken in (zijn/haar) woorden. Opmerkelijk aan de naam is dat Kevin Spacey's initialen erin terug te vinden zijn. Spacey speelt Roger "Verbal" Kint, de uiterst onbetrouwbare verteller. Kint lijdt aan kreupelheid en hersenverlamming, terwijl de functionaliteit van zijn linkerhand volledig is uitgeschakeld. Tijdens de film vertelt hij het ingewikkelde verhaal van Keyser Söze.

## Personage

### Persoonlijkheid
Keyser Söze is van Turkse afkomst en wordt voorgesteld als een mythisch individu met een ernstig sociopathisch karakter. Hij heeft reeds vele criminele daden op zijn geweten. Söze begon als drugsdealer in Turkije. Op een dag wordt zijn huis overvallen door Hongaarse gangsters, terwijl Söze niet thuis is. De gangsters verkrachten zijn vrouw en gijzelen zijn kinderen. Wanneer hij thuiskomt, vermoorden de gangsters een van zijn kinderen. Ze proberen Söze te dwingen om zijn imperium op te geven. Hij weigert en schiet zowel zijn gezin als de gangsters koelbloedig dood, maar laat een gangster gaan zodat het verhaal van zijn meedogenloosheid zal rondgaan. Nadat zijn gezin is begraven maakt hij geheel op eigen houtje korte metten met de Hongaarse maffia. Hierna treedt hij in de schaduw. Söze handelt nimmer zijn zaken af in hoogsteigen persoon en onderhandelt via tussenpersonen.
Volgens Verbal geniet Söze een mythische status en wordt zijn genadeloosheid door velen als legendarisch beschouwd. Verbal beweert ook dat hij doorgaans impertinent afrekent met bedrieglijke zakenpartners en ontrouwe handlangers. Bovendien spaart hij ook hun naasten niet. Door de jaren heen creëerde Söze een machtig rijk dat zich hoofdzakelijk situeert in het drugsmilieu. Verbal beschrijft zijn mythische persoonlijkheid als: "The greatest trick the devil ever pulled, was convincing the world he didn't exist" ("De grootste grap die de duivel ooit uithaalde, was de wereld laten geloven dat hij niet bestond), wat in de film waarschijnlijk een verwijzing is naar de onbestrafte moord die Söze had gepleegd op zijn vrouw en kinderen. Het citaat op zich is een bijna letterlijke verwijzing naar de Franse dichter Charles Baudelaire, die oorspronkelijk de woorden in het Frans neerschreef: "La plus belle des ruses du diable est de vous persuader qu'il n'existe pas.". Baudelaire schreef dit vers voor zijn bundel Le spleen de Paris, dewelke dateert uit 1862. Het eigenlijke vers impliceert: "De mooiste list van de duivel is u ervan te overtuigen dat hij niet bestaat". Keyser Söze maakt voor het eerst zijn opwachting tijdens de openingsscène waarin hij een zwaargewonde Dean Keaton (Gabriel Byrne) vermoordt op een boot. Vlak voor zijn dood zegt Keaton nog "Keyser...", wat er op wijst dat Keaton de machtige crimineel herkende.

### Verhaal
Roger "Verbal" Kint (Kevin Spacey) en zijn toekomstige partners Dean Keaton (Gabriel Byrne), Michael McManus (Stephen Baldwin), Todd Hockney (Kevin Pollak) en Fred Fenster (Benicio del Toro) worden op borg vrijgelaten nadat zij individueel ervan werden beschuldigd een vrachtwagenlading afgeschreven wapens te hebben geplunderd. Toen ze samen vastzaten in de gevangenis, overtuigde McManus de anderen om een overval te plegen die was gericht tegen New York's Finest Taxi-service, een groep corrupte politieagenten van de NYPD die smokkelaars escorteerden naar hun afzonderlijke bestemmingen in de stad. Deze opdracht wordt tot een goed einde gebracht, waarna de mannen vluchten naar Los Angeles en zich gedeisd proberen te houden. De vijf verkopen hun buit aan een man genaamd "Redfoot" (Peter Greene), een vertrouweling van McManus. Redfoot bezorgt hen een nieuwe job: een vermeende juwelensmokkelaar overvallen. In plaats van juwelen of geld, zoals hen werd verteld, bezit de smokkelaar een lading heroïne. Er volgt een confrontatie tussen de dieven en Redfoot biecht op dat de job er kwam op bevel van de advocaat Kobayashi (Pete Postlethwaite).
Dave Kujan leidt het onderzoek vanuit het kantoor van zijn collega Jeffrey Rabin (Dan Hedaya). Hij neemt kennis van Keyser Söze wanneer zijn collega en FBI-agent Jack Baer (Giancarlo Esposito) informatie over hem deelt. Kujan beveelt Verbal daarna gedetailleerd zijn getuigenissen te ventileren in ruil voor kwijtschelding van strafvordering. Verbal vertelt hoe hij en zijn partners werden gechanteerd door Söze via diens advocaat Kobayashi. Ze krijgen de opdracht een grote drugverzending van de Hongaarse rivalen van Keyser Söze te vernietigen op een aangemeerde boot in de buurt van de pier San Pedro. Behalve Verbal en een Hongaar wordt iedereen gedood tijdens de aanval. FBI-agent Baer gelooft niet dat er op de boot drugs aanwezig waren. Hij meent dat het echte doel van de aanval er als zodanig in bestond dat zij op de boot iemand dienden te elimineren die Söze kon identificeren. Kujan confronteert Verbal met de mogelijke theorie dat Söze een van de vier andere criminelen is met wie Verbal vroeger had gewerkt: een corrupte voormalige politieagent in de gedaante van Keaton. Strikt genomen concludeert Kujan dat Keatons persoonsbeschrijving overeenkomt met die van Keyser Söze. Verbal bevestigt dat Keaton de grote spilfiguur achter de aanval was, waardoor naast het verhaal ook het onderzoek plots een nieuwe wending krijgt. Daardoor speelde Gabriel Byrne gedurende een scène Keyser Söze. Keaton gebruikte 'Keyser Söze' als alias.
In de laatste scène van de film wordt onthuld dat Verbal de hele tijd had gelogen en dat hij een verhaal in elkaar had geflanst. Verbal stelde het verhaal samen op basis van een prikbord achter Kujans bureau. Verbal gebruikte, naast zijn eigen inspiratie, de informatie die aan de muur prijkte en handelde over verschillende dossiers die door zijn collega Jeffrey Rabin (in het verleden) werden behandeld. Op die manier kon Verbal zijn geknutselde verhaal geloofwaardig staven. Als hij klaar is vraagt Kujan Verbal ten langen leste of hij wil getuigen voor de rechtbank. Verbal weigert, maar Kujan toont begrip en Verbal verlaat huilend zijn kantoor. Kujan wordt door Verbal in de waan gelaten dat Keaton de enige echte Keyser Söze is. Aangezien hij denkt dat Keaton nog leeft, is de zaak voor Kujan gesloten. Hij haalt opgelucht adem omdat hij alles denkt te weten over Keaton. Wanneer hij zijn oog laat vallen op het prikbord, beseft hij dat Verbal hem altijd voor de gek hield. Ontredderd laat hij zijn kop koffie met het opschrift "Kobayashi" vallen. Daarop achtervolgt hij Verbal, maar hij komt te laat. Verbal, die een verlamde linkerhand leek te hebben en kreupel ging, wandelt onverwijld terug normaal alsof er niets aan de hand is. Hij stapt in de auto van een man die hij eerder exact had beschreven als "Kobayashi" en verdwijnt met de noorderzon.

## Cultstatus
Er bestaat grote twijfel over het bestaan van Keyser Söze. Men krijgt geen duidelijk antwoord op de vraag of Söze een levend individu is, dan wel verzonnen werd door Verbal. De ontknoping van The Usual Suspects werd door filmcritici tot een van de grootste plotwendingen aller tijden gebombardeerd. Hoewel men uiteindelijk niet met zekerheid te weten komt wie Keyser Söze écht is, leert men wel dat Verbal als dader van het bloedbad op de boot kan worden gezien.
Het opzienbarende slot zorgt ervoor dat de gebeurtenissen de kijker achteraf volledig isoleren met zijn of haar persoonlijke interpretatie. Verbal is linkshandig wanneer hij vlak voor het einde zijn aansteker gebruikt. Dit zou eventueel kunnen verduidelijken waarom Verbal zijn linkerhand als paralytisch verzinnelijkte. Keyser Söze blijkt linkshandig wanneer hij Keaton vermoordt op de boot. Daarnaast is het uurwerk dat Verbal ophaalt in het politiekantoor het exacte uurwerk dat Keyser Söze draagt wanneer hij Keaton liquideert. Ten slotte is woordelijk een Nederlandse vertaling van het woord verbal, de roepnaam van het personage van Spacey. Deze curiositeit legt dan weer het verband met de Turkse herkomst van de naam 'Keyser Söze'.
Tijdens een interview met de Britse krant The Guardian verklaarde regisseur Bryan Singer dat hij alleen Kevin Spacey in gedachten had voor de rol van Verbal. Singer en McQuarrie baseerden zich naar eigen zeggen op het personage Yuri uit de misdaadthriller No Way Out uit de jaren tachtig. Yuri is een spion in het Pentagon die al dan niet bestaat. Singer zei: "Kevin Spacey had me benaderd tijdens een screening en vroeg om samen te werken." Spacey's vertolking leverde hem een sterrenstatus in Hollywood op en hij won voor zijn rol als Verbal de Oscar voor Beste Mannelijke Bijrol. Verbal werd geprezen om zijn enorme denkvermogen en psychologisch verregaande acties om het objectieve oordeel van de douanier te beïnvloeden. Voorts laat hij zich gewillig vernederen en breken door zijn ondervrager. Tussendoor bedenkt hij een mythische schurk, Keyser Söze, die hij geloofwaardig weet over te brengen. Terwijl hij dat doet, geeft hij Kujan het bevoorrechte perspectief van de scepticus. Het verhaal is daardoor vergelijkbaar met dat van de mythische figuur Odysseus, de bedenker van het Paard van Troje.
Keyser Söze staat tegenwoordig synoniem voor een gevreesd en moeilijk te bereiken persoon. Zo werd door het opinieblad Time ooit naar de terroristische leider Osama Bin Laden verwezen als een geopolitieke 'Keyser Söze', een alomtegenwoordige bedreiging wiens naam veel gevaren tot gevolg heeft die ver buiten zijn mogelijkheden liggen.

## Trivia
- Keyser Söze staat op plaats 48 in AFI 100 jaar... 100 helden en schurken samengesteld door het American Film Institute.